# Мария Елизабет Саксонска (1610 – 1684)
Мария Елизабет Саксонска (на немски: Maria Elisabeth von Sachsen; * 22 ноември 1610 в Дрезден; † 24 октомври 1684 в Хузум) от рода на Албертинските Ветини е принцеса на Саксония и чрез женитба херцогиня на Шлезвиг-Холщайн-Готорп (1630 – 1659).
Тя е втората дъщеря на Йохан Георг I (1585 – 1656), курфюрст на Саксония, и втората му съпруга Магдалена Сибила от Прусия (1587 – 1659), дъщеря на херцог Албрехт Фридрих от Прусия и Мария Елеонора от Юлих-Клеве-Берг.
Мария Елизабет се сгодява и след три години се омъжва на 21 февруари 1630 г. в Дрезден за херцог Фридрих III от Шлезвиг-Холщайн-Готорп, (1597 – 1659), син на херцог Йохан Адолф и съпругата му принцеса Августа Датска, дъщеря на датския и норвежкия крал Фридрих II от Дом Олденбург. Към зестрата си тя има картини на художника Лукас Кранах Стари.
След смъртта на нейния съпруг тя се грижи една година за още 18-годишния си син Християн Албрехт и се оттегля през 1660 г. в нейния още 18-годишен вдовишки дворец Хузум. Тя преостроява двореца в раннобароков стил и е патрон на изкуството и културата. През 1664 г. тя печата ок. 100 екземпляра на пълната Библия в Шлезвиг.

## Деца
Мария Елизабет има с херцог Фридрих III фон Шлезвиг-Холщайн-Готорп 16 деца:
- София Августа (1630 – 1680)

∞ 1649 княз Йохан фон Анхалт-Цербст (1621 – 1667), син на княз Рудолф
- Магдалена Сибила (1631 – 1719)

∞ 1654 херцог Густав Адолф фон Мекленбург-Гюстров (1633 – 1695)
- Йохан Адолф (1632 – 1633)
- Мария Елизабет (1634 – 1665)

∞ 1650 ландграф Лудвиг VI фон Хесен-Дармщат (1630 – 1678)
- Фридрих (1635 – 1654)
- Хедвиг Елеонора (1636 – 1715)

∞ 1654 по-късния крал Карл X Густав от Швеция (1622 – 1660)
- Адолф Август (*/† 1637)
- Йохан Георг (1638 – 1655), княжески епископ на Любек
- Анна Доротея (1640 – 1713), монахиня
- Християн Албрехт (1641 – 1695)

∞ 1667 Фредерика Амалия Датска от Дом Олденбург (1649 – 1704), дъщеря на крал Фредерик III от Дания
- Густав Улрих (*/† 1642)
- Христина Сабина (1643 – 1644)
- Август Фридрих (1646 – 1705)

∞ 1676 принцеса Христина (1656 – 1698), дъщеря на херцог Август фон Саксония-Вайсенфелс
- Адолф (1647 – 1648)
- Елизабет София (*/† 1647)
- Августа Мария (1649 – 1728)

∞ 1670 маркграф Фридрих VII Магнус фон Баден-Дурлах (1647 – 1709)